# 장흥 사인정
장흥 사인정(長興 舍人亭)은 대한민국 전라남도 장흥군 장흥읍 송암리에 있는 정자 건축물이다. 1974년 12월 26일 전라남도의 유형문화재 제55호로 지정되었다.

## 개요
설암 김필(1426∼1470)이 제자들을 가르치던 정자이다.
단종(재위 1452∼1455) 때 홍문관 부제학, 이조참판을 지낸 설암은 계유정란(1453) 후 벼슬을 버리고 장흥에 내려와 숨어살다가 정자를 짓고 후학들을 교육시켰다. 선생이 이곳에서 여생을 마치자 후손들은 그를 추모하기 위하여 ‘사인(舍人)’이란 벼슬이름을 따서 사인정이라 불렀다.
앞면 3칸·옆면 2칸 규모의 건물로, 지붕 옆면이 여덟 팔(八)자 모양인 팔작지붕집이다. 가운데에 온돌방을 두고 주위를 모두 마루로 둘렀다.

## 같이 보기
- 김필

## 참고 문헌
- 장흥사인정 - 국가유산청 국가유산포털